# Bernard Chabbert
Pour les articles homonymes, voir Chabbert.
 (janvier 2025).
Bernard Chabbert, né le 21 avril 1944 à Casablanca (Maroc) et mort le 15 décembre 2022 à Bordeaux (Gironde), est un journaliste et auteur français, spécialisé dans le domaine de l'aviation.

## Biographie
Son père est pilote à l'Aéropostale à partir de 1929 sur la ligne Toulouse-Dakar. Gustave Chabbert devient chef d'escale à Villa Cisneros (comme Antoine de Saint-Exupéry, dont il serait peut-être le fils naturel[réf. nécessaire], le fut à Cap Juby), puis il dirige l'exploitation des avions d'Air France à Dakar à partir de 1933. Après la guerre, il participe à la renaissance de l'exploitation d'Orly puis développe deux filiales : Air Atlas, qui devient Royal Air Maroc, et Air Madagascar, avant d'aider à la fondation d'Air Mauritius.
Bernard Chabbert a commencé à piloter à Madagascar à l'Aéro Club Air France avec comme instructeur Marcel Henriet, à l'âge de 15 ans[réf. nécessaire]. Il a alors volé sur Auster Mk V, Leopoldoff, Jodel D 117 et DH Chipmunk. Il souhaitait devenir pilote de ligne et aurait aimé pouvoir passer le concours de l'ÉNAC, mais il n'avait pas l'acuité visuelle standard requise à cette époque.
Il continue néanmoins à voler, entre autres durant l'été 1965 à Air Djibouti sur DC 3 et Beech 18 comme « sac de sable », cet avion n'ayant pas réglementairement de copilote, et effectue près de 400 heures en trois mois.

### Journaliste et chanteur
Bernard Chabbert se tourne ensuite vers le journalisme après avoir voyagé entre Aden et Djibouti avec le grand reporter Jean-Pierre Joulin, alors spécialiste du Moyen-Orient à l'Agence France Presse. Après des études en droit, il commence sa carrière à la radio à Europe 1 où il est chargé de la circulation routière et des grands week-ends de départ en vacances, collabore à Bonjour Monsieur le Maire et, avec Marc Garcia, participe à la création de MGBC Compagnie, émission qui forme le socle d'Europe 2.
En 1970 il devient reporter.
Le premier « sujet » qui lui est confié par Jean Gorini, directeur de l'information, est la couverture de la fin du programme Apollo à Houston (Apollo 14, 15, 16 et 17), puis Skylab 1, 2 et 3 et ensuite le programme STS (navette spatiale) ainsi que les débuts en URSS des missions astronautiques à participation française (Jean-Loup Chrétien, Patrick Baudry). Il couvre également de nombreux événements dont la guerre indo-pakistanaise en Inde. Il est ensuite chargé des problèmes stratégiques par Jean-Pierre Joulin (directeur d'Europe News) à partir de la première guerre du Golfe en 1991 et devient un temps chef du service Société de la rédaction.
Avant son début de carrière journalistique, il avait tenté sa chance dans le monde de la chanson. Ayant modifié son patronyme en Chabert, il sort quatre singles (chez EMI), dont un titre, Tramway 7 B, fut « petit disque génial (PDG) de la semaine » sur Europe 1, radio dont il est employé.
Il interprète ce titre à la télévision, le 5 septembre 1969, dans Tous en scène, émission présentée par les Charlots et participe à diverses émissions avec Jean-Christophe Averty.
Au dos des pochettes de ses singles, Bernard Chabert/Chabbert écrivait : « Those who don't believe in Chabert, are the same who in seventeen hundred and some peanuts, didn't believe in WOLGANG A. MOZART. So there ».
En parallèle, dans les années 1970, il devient rédacteur pour de grands journaux aéronautiques : Aviasport en France et correspondant pour le magazine anglais Pilot.
En 1972, il adhère à ce qui deviendra l'amicale Jean-Baptiste Salis à La Ferté-Alais, dont il commente le meeting annuel de la Pentecôte, chaque année de 1974 à 2022. Il en est fait membre d'honneur.
En 1991, il lance grâce à Jean-Marie Dupont, directeur de France 3 Aquitaine, une émission de France 3 : Pégase. Il en est le producteur et présentateur, la réalisation étant confiée à Bernard Besnier. Cette émission basée à Bordeaux (France 3 Aquitaine) se voulait l'équivalent du célèbre Thalassa de la même chaîne, appliquée au monde de l'aéronautique. Cette émission connut un succès d'audience indiscutable [réf. nécessaire]. La chaîne l'arrête en 1996 pour des raisons incompréhensibles pour ses fans. L'audience moyenne était de 14,7 % (parts de marché), soit près de 800 000 téléspectateurs par diffusion, dont 47 % d'audience féminine, soit le second meilleur score d'audience de la troisième partie de soirée derrière X-Files.
En 2003, il relance Pégase, avec Philippe Guillon, sous la forme d'un site internet.
Bernard Chabbert quitte Europe 1, pour fonder avec Philippe Guillon, avec Olivier Hamon et avec un groupe d'investisseurs la chaîne de télévision Aerostar TV, consacrée à l'aviation et à l'astronautique, diffusée sur le net depuis le 12 avril 2015, Orange (canal 112), Bouygues (canal 221) et Free (canal 210). Cette chaîne conventionnée par le CSA est dotée d'un capital de 615 000 euros.
Il est l'auteur de plus de mille deux cents articles et de cinq livres (essais, documents, romans). Son travail de journaliste lui a valu plusieurs récompenses ; il a notamment reçu trois Aerospace Journalist of the Year Awards (en) en 1997, en 1998 et en 2005, décernés par l'industrie aérospatiale internationale.
Il a été précurseur de lancements des premiers festivals d'aéronautique et d'espace en montagne avec des aviateurs de talent (Catherine Maunoury, ceux de la Patrouille Breitling) dont ceux de Méribel (1980-1990) et de Megève (1997-1999) où il a fait la démonstration en 1re mondiale des contacts avec une sonde sur Mars par Internet, avec Olivier de Goursac.
Il commentait chaque année plusieurs meetings aériens, dont ceux de La Ferté-Alais et de Melun-Villaroche, du Salon du Bourget, de Payerne et Bex en Suisse et de Duxford pour ne citer que les plus connus. Sa vision poétique de l'aviation rendait ses commentaires particuliers, à la fois plaisants aux connaisseurs, accessibles aux néophytes, tout en étant engagés et sincères. Ses histoires faisaient qu'il était généralement apprécié par les spectateurs, qu'ils soient spécialistes ou non.
En 2020, il à également commenté en live à Payerne en Suisse et en pleine pandémie de COVID-19, le premier saut en parachute réalisé par l'explorateur Suisse Raphaël Domjan d'un avion électrique de l'histoire depuis l'avion solaire HB-SXA SolarStratos. 
Il était un personnage reconnu du monde des meetings aériens français et il a fait découvrir et aimer l'aéronautique à de nombreuses personnes.

### Pilote
Bernard Chabbert totalisait plus de 1 600 heures de vol, parmi lesquels des avions anciens (Bücker Bü 133 Jungmeister, Bücker Bü 131 Jungmann, Supermarine Spitfire Mk IX, etc.), de nombreux avions de sport et de tourisme, des planeurs.
Pour les besoins de la rédaction d'articles et d'évaluations en vol, il s'était aussi installé aux commandes d'avions de ligne (A 319, A 330, B 737, B 727, B 747, B 777, Concorde, etc.), de quelques avions militaires (Mirage III, Alpha Jet, Hawker Hunter, etc.) et de quelques simulateurs exotiques (module lunaire Apollo, Space Shuttle, Soyouz, etc.), sans être qualifié sur ces appareils.

### Collectionneur d'avions
Collectionneur, il était lui-même propriétaire de plusieurs avions, basés dans le hangar construit par son fils Antoine à l'aérodrome d'Andernos :
- un rarissime Lockheed L-12 Electra (l'un des 11 restant dans le monde), F-AZLL, sorti de l'usine Lockheed de Burbank (Californie) en 1941. Cet appareil a appartenu à l'espion britannique Sidney Cotton, qui aurait inspiré le modèle de James Bond à son ami Ian Fleming. Cet avion a participé durant l'été 2008 au tournage du film Amelia, consacré à Amelia Earhart, avec Hilary Swank et Richard Gere. Le tournage s'étant déroulé en Afrique du Sud, les convoyages aller et retour de l'avion furent en eux-mêmes des aventures épiques ;
- un Piper J-2 de 1936, F-AZBM, surnommé « Glue Angels », ayant précédemment appartenu à Jean Salis ;
- un VLA FK 14 B Le Mans (de).

Son fils, Antoine Chabbert, possède et exploite pour sa part à travers sa société "By Plane" un Boeing-Stearman PT-17, ayant appartenu à Albert Hage, collectionneur belge.

### Famille
Son épouse Eve Cetera fut hôtesse de l'air à Air France, en particulier en Concorde, avant de devenir réalisatrice de documentaires diffusés par France 3, France 5, PBS (émission Nova).
Son fils Antoine est pilote de ligne. Formé à l'IAAG (Institut Amaury de la Grange) et à Niveau 200 à Agen, école peu connue jusqu'au moment où Bernard Chabbert lui consacra un reportage dans son émission Pégase du 24 septembre 1993. Il commence sa carrière sur Dornier 328 au sein de la Compagnie Proteus Airlines, fondée par Franklin Devaux. Il est ensuite recruté à Air France par la filière dite « professionnelle » et est lâché en B 737 le 13 juin 2001. Il est officier pilote et instructeur sur Boeing 777. Il vole également avec des avions de collection (Lockheed Electra, B 25 Mitchell, PT 17, etc.) et a participé au tournage de plusieurs documentaires et de films de fiction (Amelia, de Mira Nair).

## Distinction
- 2022 : Prix Jacquemetton de la Société astronomique de France.

## Publications
- La foire aux aigles
- Les fils d'Ariane
- Spatiale première avec Jean-Loup Chrétien et Patrick Baudry
- L'homme-fusée
- Manche et Manette
- Saint-Ex - Un prince dans sa citadelle en collaboration avec Romain Hugault

## Télévision
- Magazine vidéo "Le gros biplan rouge" (1997)[6]
- Magazine télévisé "Pégase" sur France 3 (1991-1996)
- "Les nouveaux chevaliers du ciel" : Scenarios et dialogues (saison 1)